# Anomala conradti
Anomala conradti är en skalbaggsart som beskrevs av Bates 1889. Anomala conradti ingår i släktet Anomala och familjen Rutelidae. Inga underarter finns listade i Catalogue of Life.